# Спенсър (залив)
Спенсър (на английски: Spencer Gulf) е залив в югоизточната част на Индийския океан, край южния бряг на Австралия, в щата Южна Австралия. Разположен е между полуостровите Йорк (на изток) и Еър (на запад), като се вдава на север-североизток в сушата на 322 km, а ширината на входа му (между носовете Спенсър на изток и Катастрофа на запад) е 78 km. Максималната му дълбочина е 64 m. Източните му брегове са предимно високи, стръмни, скалисти, с множество малки заливчета, а западните – ниски, праволинейни, с пясъчни плажове. Приливите са неправилни, полуденонощни, с височина до 3,6 m. По бреговете му са разположени множество селища и пристанища, като най-големите са: Уайала (на северозападния бряг), Порт Огаста (във върха на залива) и Порт Пири (на източния бряг).
Входът на залива Спенсър е открит през 1802 г. от английския откривател и изследовател на бреговете на Австралия Матю Флиндърс, който го наименува в чест на тогавашния (1794 – 1801) английски морски министър Джордж Джон Спенсър (1758 – 1834). През 1839 – 1840 г. видният изследовател на Австралия Едуард Еър открива, изследва и картографира цялото му крайбрежие.